# Венера Киренская
Венера Киренская, также Афродита Киренская (итал. La Venere di Cirene) — римская копия II в. н. э. статуи эллинистического периода II в. до н. э. типа Афродиты Анадиомены («Выходящей из моря»).

## История открытия

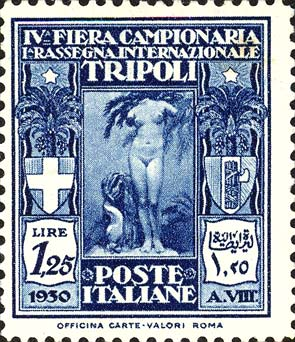
Венера Киренская на почтовой марке Италии, 1930 год

Скульптура найдена 28 декабря 1913 года итальянскими военными в руинах города Кирена, бывшего в древние времена древнегреческим, затем эллинистическим городом, а позднее столицей римской провинции Киренаика, с 1711 года — независимого государства Ливия. С 1911 по 1942 год эта территория являлась итальянской колонией.
Статую Венеры (c утраченной головой и без рук) обнаружили в руинах терм римского императора Траяна в святилище Аполлона, когда проливные дожди смыли верхний слой почвы обнажив скульптуру. В 1915 году по соображениям сохранности (на территории Ливии шла война Италии с Турцией) статую Венеры отправили в Рим. По мнению историков античного искусства, скульптура изображает богиню, вышедшей из моря с приподнятыми руками, чтобы поправить мокрые волосы и завязать их на голове; так, как она была изображена на известной картине Апеллеса — «Афродита Анадиомена». Другая похожая реплика находится в Музее античного искусства в Турине.

## История возвращения
Скульптура находилась в Италии, была установлена на почётном месте Октогонального двора музея Терм Диоклетиана Национального музея Рима.
В 2002 году премьер-министр Италии С. Берлускони по политическим соображениям пообещал диктатору Каддафи вернуть незаконно вывезенную скульптуру в Ливию. Решение было подтверждено 23 июня Государственным советом.  Сильвио Берлускони прибыл в Триполи, чтобы «лично подтвердить полковнику Каддафи обещание реституции, данное в 2002 году соглашением, подписанным  министром культурного наследия Джулиано Урбани» .
Произведения античного искусства, вывезенные из Ливии, возвращали и раньше. Первый раз требования ливийских властей о возвращении похищенных ценностей, в том числе Венеры Киренской, были выдвинуты в 1989 году. Совместным коммюнике 1998 года итальянское правительство обязалось вернуть «все рукописи, архивы, документы, артефакты и археологические предметы, переданные Италии во время и после итальянской оккупации Ливии в соответствии с Конвенцией ЮНЕСКО о средствах запрещения и предотвращения незаконного ввоза, вывоза и передачи культурных ценностей». В 2000 году было заключено соглашение, а 1 августа 2002 года Министерство культурного наследия Италии приняло постановление о возвращении статуи, для чего потребовалось исключить скульптуру из списка государственных ценностей. К этому времени скульптура, ожидая своей участи, уже была упакована и находилась в хранилище музея на Пьяцца деи Чинквеченто.
Итальянская общественность и любители античности были возмущены этим решением, о чём писали все итальянские газеты. Апелляции подали общественная организация «Наша Италия» (Italia Nostra) и Ассоциация по охране окружающей среды. Начало судебного процесса на время предотвратило возвращение Венеры. Однако все апелляции были отклонены, поскольку скульптура была найдена на территории Ливии. Решение Государственного суда (Consiglio di Stato) от 23 июня 2008 года подтвердило, что Италия обязана вернуть Венеру Киренскую в Ливию на основании Совместного коммюнике 1998 года и Соглашения 2000 года. 30 августа 2008 года Венера Киренская была возвращена в Ливию . Ныне находится в Археологическом музее в Триполи.
В Киренаике была выпущена серия почтовых марок авиапочты, посвящённых Венере Киренской.